# Линде, Андреас
Андреас Кристофер Линде (швед. Andreas Christopher Linde; 24 июля 1993) — шведский футболист, вратарь немецкого клуба «Гройтер Фюрт». Участник Олимпийских игр 2016 года в Рио-де-Жанейро.

## Клубная карьера
Линде — воспитанник академии клуба «Хельсингборг». В 2011 году находясь в статусе третьего вратаря команды он стал чемпионом страны и обладателем Кубка Швеции. Для получения игровой практики Андреас на правах аренды играл за клубы низших дивизионов «Варнамо» и «ХИФ Академи». 27 октября 2014 года в матче против «Гётеборг» он дебютировал в Аллсвенскан лиге.
Летом 2015 года Линде перешёл в норвежский «Молде». 21 июля в отборочном матче Лиги чемпионов против армянского «Пюника» он дебютировал за новую команду. 9 августа в поединке против «Одда» Линде дебютировал в Типпелиге.

## Международная карьера
Летом того же года в составе молодёжной сборной Швеции Себастьян выиграл молодёжный чемпионат Европы в Чехии. На турнире он был запасным и на поле не вышел.
В 2016 году Линде в составе олимпийской сборной Швеции принял участие в Олимпийских играх в Рио-де-Жанейро. На турнире он сыграл в матчах против команд Колумбии, Нигерии и Японии.

## Достижения
Командные
«Хельсингборг»
- Чемпионат Швеции по футболу — 2011
- Обладатель Кубка Швеции — 2010/11

Международные
Швеция (до 21)
- Молодёжный чемпионат Европы — 2015